# Nuòuvic
Nuòu Vic (en francès Nouvic) és un municipi francès situat al departament de la Dordonya i a la regió de la Nova Aquitània.

## Demografia
| 1962                                       | 1968  | 1975  | 1982  | 1990  | 1999  | 2007  |
| ------------------------------------------ | ----- | ----- | ----- | ----- | ----- | ----- |
| 2.668                                      | 2.669 | 2.880 | 2.782 | 2.737 | 3.314 | 3.545 |
| Des de 1962: població sense dobles comptes |       |       |       |       |       |       |

## Administració
| Període | Identitat        | Partit |
| ------- | ---------------- | ------ |
| 1983-   | François Roussel | UMP    |

## Agermanaments
- Sainte-Béatrix (Quebec)